# 安息日广场
安息日广场（希伯來語：‎, Kikar HaShabbat）是以色列耶路撒冷一个重要的路口，五条街道在此交汇：北面的Yehezkel街、西面的以色列列王街，东面的百倍之地街,东南为斯特劳斯街，西南的 Yisha'ayahu 街。
从以色列建国以来，这个路口成为宗教和世俗犹太人之间为遵守安息日的问题发生摩擦的地点。在这个地方举行的集会和示威有时演变成暴力冲突。由于它的中央位置，该路口还是社区和节日活动的聚集地。

## 历史
在英国托管时期，哈雷迪犹太人和不断增长的世俗运动之间的紧张关系上升。冲突的一个焦点是犹太人在安息日驾驶车辆通过社区，违反了安息日。“安息日战争”还牵涉到公司在安息日提供公共交通以及出售农产品。
1948年6月，抗议违反安息日的大规模示威被军警暴力驱散。形势在战后变得更敏感。从曼德尔鲍姆门（东西耶路撒冷之间主要的边防哨所）到老Schneller孤儿院（已成为耶路撒冷部队的供应中心）最直接的道路笔直地穿过这个哈雷迪社区和安息日广场。军车在安息日频繁经过该街区，引发了许多示威。爱迪生剧院和伊甸园剧院在安息日下午开业是另一个痛点。
1950年夏天，示威活动加剧，中心迁到了现在的安息日广场。在路口的安息日示威往往由城市卫士（内图雷·卡尔塔）成员开始。他们反对犹太复国主义，拒绝世俗主义国家的权威。该路口在安息日和犹太节日机动车禁行。示威者挤满了街道，迫使车辆慢慢穿过拥挤的人群。哈雷迪青年向司机扔石头，导致警方介入。1950年8月12日，青年衛士的三辆卡车到达示威导致骚乱和警察的行动。示威在每个安息日下午持续，一直到次年夏天。1965年，该路口正式在安息日封闭交通，其实此前它实际上已经关闭数年。